# Yevgueni Lifshits
Yevgueni Mijáilovich Lífshits(en ruso: Евгений Михайлович Лифшиц; 21 de febrero de 1915 – 29 de octubre de 1985) fue un destacado físico soviético de ascendencia judía y hermano de Iliá Mijáilovich Lifshits. 

## Primeros años
Lífshits nació en una familia judía ucraniana en Járkov, Gobernación de Járkov, Imperio Ruso (hoy Járkov, Ucrania). Su padre, Mijáil Ilyich Lífshits, fue un gastroenterólogo y profesor en el Instituto de Medicina de Járkov.
Yevegueni terminó sus estudios secundarios en 1929, y tras un breve paso por el colegio químico, ingresó a estudiar física y mecánica en el Instituto de Mecánica y Construcción de Maquinaria de Járkov en 1931, graduándose en 1933. Tras esto, comienza sus estudios de doctorado en 1933 en el Instituto Ucraniano de Física y Tecnología bajo la supervisión de Lev Landau, completando el curso y realizando la calificación de doctorado (Ph. D.) en 1934. En 1939, alcanzaría el grado de Dóktor nauk (traducido como Doctor en Ciencias) por la Universidad Estatal de Leningrado.

## Trabajo científico
Lífshits es reconocido en el ámbito de la relatividad general por ser coautor de la conjetura BKL sobre la naturaleza de una singularidad de curvatura genérica. Al día de hoy (2015) este es considerado uno de los problemas pendientes de resolución más importantes en el área de la gravitación clásica.
Junto con Lev Landau, fueron coautores del Curso de Física Teórica, una ambiciosa serie de textos de física, en los que se enfocaron en dar un curso avanzado a nivel de postgrado de todo el campo de la física. Estos libros son considerados valiosos y continúan siendo muy utilizados hasta la actualidad.
Lífshits fue la segunda persona de un total de 43 en aprobar el examen de Landau sobre "Mínimos conocimientos teóricos". Realizó muchas contribuciones relevantes, en particular a la electrodinámica cuántica, donde calculó la fuerza Casimir en una configuración macroscópica arbitraria de metales y dieléctricos.
Un punto multicrítico particular, el punto de Lifshitz, lleva su nombre desde 1975.

## Muerte
Yevegueni Lífshits falleció el 29 de octubre de 1985 a la edad de 70 años, luego de una cirugía coronaria producto de una afección cardiaca que se desarrolló rápidamente.

## Obras
- Landau, L. D.; and Lifshitz, E. M. (2005). Mecánica (2da ed.). Barcelona: Reverté. ISBN 978-84-291-4081-1. Volumen 1 del Curso de Física Teórica (en español)
- Landau, L. D.; and Lifshitz, E. M. (1993). Teoría Clásica de los Campos (2da ed.). Barcelona: Reverté. ISBN 978-8429140828. Volumen 2 del Curso de Física Teórica (en español)
- Landau, L. D.; and Lifshitz, E. M.; (1983). Mecánica Cuántica (Teoría no Relativista) (2da ed.). Barcelona: Reverté. ISBN  84-291-4083-2. Volumen 3 del Curso de Física Teórica (en español)
- Berestetskii, V. B.; Lifshitz, E. M.; and Pitaevskii, L. P. (1982). Quantum electrodynamics (2nd ed.). Londres: Pergamon. ISBN 0-080-26503-0. Volumen 4 del Curso de Física Teórica (en inglés)
- Lifshitz, E. M.; and Pitaevskii, L. P. (1981). Physical kinetics. Oxford: Pergamon. ISBN 0-08-026480-8. Volumen 10 del Curso de Física Teórica (en inglés)

- Datos: Q931452